# Ulica Zgody w Wodzisławiu Śląskim
Ulica Zgody w Wodzisławiu Śląskim – ulica, która pochodzi jeszcze z okresu lokacji miasta; jest częścią siatki wodzisławskiej starówki. Już w 1810 r. nosiła nazwę Wilchwiańska. Wówczas znajdowała się ona w dzielnicy pszczyńskiej. W okresie PRL nosiła nazwę "Zgody" i tak zostało do dzisiaj. Ze względu na to, że ulica jest bardzo wąska i nie ma możliwości położenia chodnika, pełni ona funkcję deptaka i jest wyłączona z ruchu. Ważniejsze obiekty znajdujące się przy tej ulicy to Dom Rzemiosła oraz kilka pubów i pizzeria. Są plany przebudowania w przyszłości tej części miasta w celu jej uatrakcyjnienia, jednak ze względu na położenie potrzebna jest zgoda Wojewódzkiego Konserwatora Zabytków, gdyż ulica jest prawnie chroniona.